# Qəmər Salamzadə
Qəmər Salamzadə (aserbaidschanisch Qəmər Əliqulu qızı Salamzadə; * 5. Mai 1908 als Qəmər Əliqulu qızı Nəcəfzadə in Culfa, Nachitschewan; † 1994 in Baku) war eine aserbaidschanische und sowjetische Filmregisseurin und Drehbuchautorin. Sie war die erste aserbaidschanische Filmregisseurin und die Produzentin des ersten Kinderfilms in Aserbaidschan.

## Leben
Qəmər Salamzadə wurde am 5. Mai 1908 in Culfa, Nachitschewan, geboren. 1912 zog ihre Familie nach Tiflis, wo ihr Vater, der berühmte Dichter Əliqulu Qəmküsar, 1919 von den Menschewiken getötet wurde. Nach ihrem Abschluss am Aserbaidschanischen Pädagogischen Institut ging Salamzadə 1929 an die Moskauer Staatliche Hochschule für Kinematographie und lernte bei Lew Wladimirowitsch Kuleschow und Sergei Michailowitsch Eisenstein. Sie machte ein Praktikum bei dem Filmregisseur Oleksandr Dowschenko.
Nach dem Studium kehrte Salamzadə 1931–32 nach Baku zurück und studierte weiter zusammen mit dem Regisseur Rza Təhmasib, den Künstlern Salam Salamzadə und Rüstəm Mustafayev.
Qəmər Salamzadə war mit dem Volkskünstler der Aserbaidschanischen SSR Salam Salamzadə verheiratet und hatte zwei Töchter. Sie starb 1994 im Alter von 86 Jahren in Baku.

## Karriere
1935 wurde Salamzadə die zweite Regisseurin des Stummfilms Tanzende Schildkröten, der auf der Geschichte von Abdulla Şaiq Die spielende Schildkröte basiert. Ein weiterer Film, bei dem sie gemeinsam mit Alexander Popov Regie führte, war Die freche Bande (1937). Der Film galt viele Jahre lang als verschollen, bis er im Russischen Staatlichen Filmfond wiederentdeckt und 2008 dem aserbaidschanischen Publikum gezeigt wurde. Nachdem sie eine Karriere als Regisseurin begonnen hatte, wurde sie zur Regieassistentin bei den Filmen Goldener Strauch und Schwache Menschen ernannt.
Salamzadəs Haupttätigkeit im Filmstudio Aserbaidschanfilm begann, als Mehdi Hüseyn diese Organisation 1944 leitete. Sie wurde Drehbuchautorin und Regisseurin des Dokumentarfilms Lied der Heilung über die Ärztin Hüsniyyə Diyarova. 1946 hatte Salamzadə ein Praktikum in den Mosfilm-Studios in dem Film Leben der Blumen, der Iwan Wladimirowitsch Mitschurin gewidmet war.
Sie synchronisierte viele aserbaidschanische Filme.
Salamzade ist Autorin des Buches Die Welt durch ein kleines Fenster gesehen.